# Austevoll
Austevoll este o comună din provincia Hordaland, Norvegia.